# Лопе де Агире
Лопе де Агире (на испански: Lope de Aguirre) е испански конкистадор с баски произход, като името му става синоним за вероломство и жестокост.

## Биография
Роден е около 1510/1518 г. в град Оняти в баската провинция Гипускоа, Испания, в благородническо семейство. Когато Франсиско Писаро се завръща след завоюването на Перу и със съкровищата на инките Агире е едва 20-годишен.
През 1544 г. се появява в Новия свят и взема активно участие в междуособиците на конкистадорите и в потушаването на индианските въстания. На 26 септември 1560 г. се присъединява към похода на Педро де Урсуа, който отплава надолу по Амазонка в търсене на легендарното царство Омагаус – вариация на Елдорадо.
Когато експедицията достига някъде около устието на Рио Негро, Агире с още няколко съмишленици убива на 1 януари 1561 г. Урсуа, а след това и сменилия го Фернандо Гусман, и се провъзгласява за ръководител на плаването. Плава нагоре по река Рио Негро, открива бифуркацията на река Ориноко – река Касикияре (410 km) и по Ориноко на 1 юли 1561 г. се спуска до океана. От там отрядът на Агире се насочва към остров Маргарита, където убива испанския управител и неговите привърженици и след като взима няколко заложници отплава за град Кумана (Източна Венецуела). Той разорява града и редица приморски селища на запад от него, заобикаля полуостров Гуахира и разграбва град Санта Марта.
По свидетелства на съвременниците си, се отличава с крайна жестокост – убива един свещеник, двама монаси, четири жени и собствената си дъщеря, без да се броят стотиците беззащитни индианци. Едновременно с това не признава и испанските власти в Америка и те организират специална експедиция за неговото залавяне. В края на 1561 г. испански войски под ръководството на Гутиерас де ла Пеня го обкръжават и залавят в джунглите на Венецуела и по бързата процедура го осъждат и обезглавяват.
Името на Лопе де Агире се използва като синоним на вероломство и жестокост. Писмото на де Агире до крал Филип е ценен документ, който показва отношенията между Агире и испанската корона.